# Estadio El Teniente
Estadio El Teniente est un stade chilien, se situant dans la ville de Rancagua.
Anciennement appelé Estadio Braden Copper Co., ce stade pour club résident, le Club Deportivo O'Higgins, club de D1 chilienne.

## Histoire
Construit en 1945, ce stade accueillit la Coupe du monde de football de 1962. Il accueillit tous les matchs du groupe D (Argentine, Angleterre, Bulgarie et Hongrie) et un quart de finale (Tchécoslovaquie-Hongrie).
Ce stade sert aussi à la commémoration de la bataille de Rancagua, en 1814,  date importante de la guerre d'indépendance du Chili vis-à-vis de la puissance coloniale espagnole. Cette bataille fut une défaite mais la commémoration honore O'Higgins et les soldats se battant pour l'indépendance. Charles de Gaulle, lors de sa visite d'État officielle au Chili, participe aux commémorations du cinquantenaire de la bataille, se rendant dans ce stade le 2 octobre 1964 avec son homologue chilien, Jorge Alessandri, où il prononce une allocution. L'ambiance tient, selon Le Monde « de la fête champêtre et de la corrida ». Le discours présidentiel est « haché d'applaudissements frénétiques. Il aurait aussi bien pu réciter la table de multiplication. Le public bon enfant et joyeux lui était évidemment acquis d'avance »,.  